# Chiesa dei Santi Stefano e Lorenzo (Montepescali)
La chiesa dei Santi Stefano e Lorenzo è un edificio religioso situato a Montepescali, frazione del comune di Grosseto in Toscana.
La chiesa si trova nella parte meridionale del centro storico di Montepescali, nei pressi del baluardo a tre punte.

## Storia

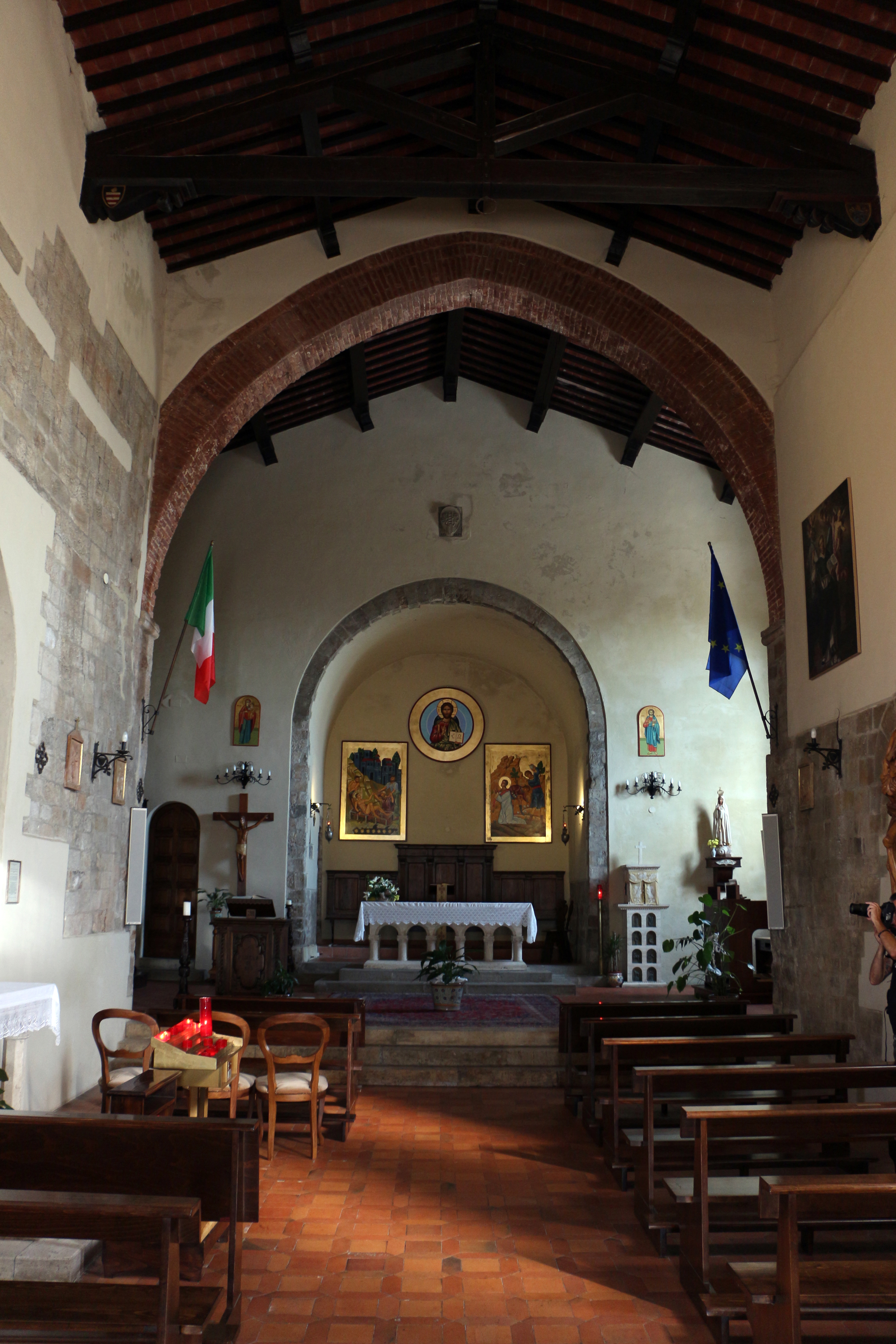
L'interno

La chiesa fu costruita in tre fasi distinte nel corso del XIII secolo ma, nel corso dei secoli successivi, è andata incontro ad alcuni interventi di ristrutturazione, a seguito di lunghi periodi di grave degrado.
I vari restauri, seppur ben evidenti, hanno permesso di conservare in parte gli originari elementi stilistici, mantenendo pressoché intatte le caratteristiche medievali dell'edificio religioso; tuttavia, per il pessimo stato di conservazione, si rese necessaria l'eliminazione della cripta ricavata originariamente sotto il dislivello del terreno.
Durante il ventennio fascista, la chiesa scampò ad un progetto di abbattimento che non risparmiò la demolizione della coeva chiesa di San Leonardo, situata nel punto dove adesso sorgono le scuole.

## Descrizione

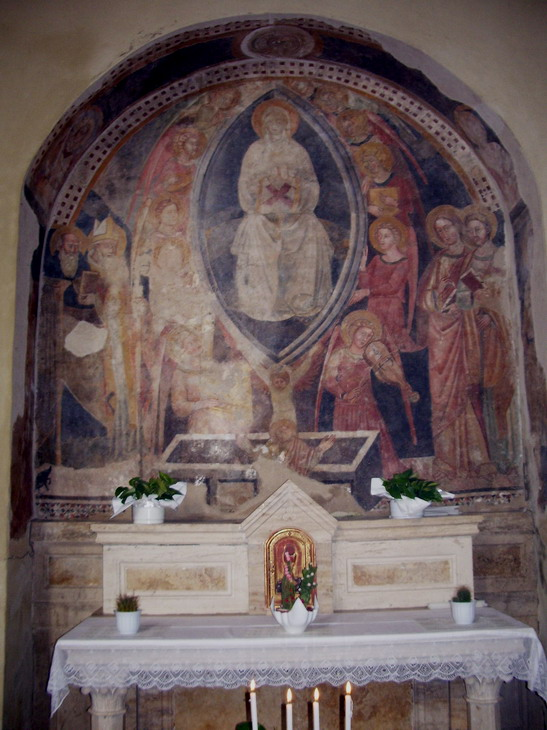
L'Assunzione della Vergine, affresco tardogotico di scuola senese

La chiesa dei Santi Stefano e Lorenzo a Montepescali si presenta, nel complesso, in stile romanico, con le strutture murarie esterne rivestite prevalentemente in pietra.
La semplice facciata presenta è preceduta da una gradinata in travertino che conduce al portale d'ingresso architravato, con l'arco a tutto sesto che circoscrive una lunetta dove è raffigurato un santo. Un piccolo rosone si apre al centro della facciata tra il portale e la parte sommitale.
Il campanile, addossato alla parte posteriore del fianco sinistro della chiesa, è stato ricavato da una preesistente torre lungo le antiche mura.
Esternamente, è da segnalare anche una pregevole postierla sul fianco destro, risalente all'impianto primitivo dell'edificio religioso.
L'interno della chiesa, a navata unica con transetto e copertura a capriate, custodisce alcune opere d'arte di pregio, tra le quali spiccano un affresco tardogotico di scuola senese raffigurante l'Assunzione della Vergine, un antico fonte battesimale e un Crocifisso collocato sopra l'altare maggiore.

## Opere già in loco
In tempi recenti, è stata spostata nella chiesa di San Niccolò la tavola rinascimentale di Matteo di Giovanni, raffigurante la Madonna in trono con angeli e santi, collocata originariamente nel transetto sinistro presso l'altare tardoquattrocentesco in stucco: l'altare, attribuibile ad Antonio Ghini, riprende da vicino gli elementi stilistici di quello del Duomo di Grosseto.